# Mocro Maffia: Taxi
Mocro Maffia: Taxi, soms simpelweg afgekort tot Taxi, is een Nederlandse dramatische misdaadfilm uit 2024 geregisseerd door Nasrdin Dchar, in zijn regiedebuut. De film is een spin-off van de serie Mocro Maffia en ging op 23 augustus 2024 in première.

## Verhaal
De film volgt Younes, beter bekend als Taxi, die naar Marokko gevlucht is. Terwijl de spanning tussen hem en Samira haar familie toenemen, waagt hij zich aan een gevaarlijke reis door het Atlasgebergte met als doel om een nieuwe drugslijn op te zetten. Hiervoor moet Taxi onverwachts samenwerken met iemand die hij niet volledig vertrouwd. Daarbij krijgen ze ook te maken met bendes die er alles aan zullen doen om hen te stoppen.

## Rolverdeling
| acteur               | personage               |
| -------------------- | ----------------------- |
| Iliass Ojja          | Younes 'Taxi' Al Sadiqi |
| Saïd Boumazoughe     | Ashraf Makhloufi        |
| Zineb Fallouk        | Samira Al Sadiqi        |
| Fehd Benchemsi       | Abderahim               |
| Amine Ennaji         | Badr                    |
| Khalid Alterch       | Tonnano                 |
| Fockeline Ouwerkerk  | Kristina Hoogevorst     |
| Sarah Bennink        | Kaoutar Al Sadiqi       |
| Rachid Amaghtoug     | Mahmoud                 |
| Samira El Maslouhi   | Mona                    |
| Sami Fekkak          | Nadir                   |
| Ismail Elfallahi     | Yousri                  |
| Derek Reginald       | Afrikaanse man          |
| Molay Lhassen Fattal | dokter                  |

## Achtergrond
De film werd geregisseerd door Nasrdin Dchar in zijn regiedebuut en geproduceerd door Annemieke van Vliet en Manon van der Hoek. Het scenario van de film werd geschreven door Randa Peters, Edson da Conceicao, Philip Delmaar en Iliass Ojja. De opnames van de film gingen in maart 2024 van start, er werd hoofdzakelijk gefilmd in Marokko. Hoofdrollen in de film waren weggelegd voor onder anderen Iliass Ojja, Saïd Boumazoughe, Zineb Fallouk en Fehd Benchemsi.

## Release
De film is een spin-off van de serie Mocro Maffia en speelt zich af tussen het vijfde en zesde seizoen. Op 16 juli 2024 werd de eerste teaser trailer van de film uitgebracht, deze werd op 9 augustus 2024 opgevolgd door een volledige trailer. Mocro Maffia: Taxi ging op 23 augustus 2024 in première op streamingdienst Videoland.